# Йохан Фридрих Йозеф фон Виндиш-Грец
Йохан Фридрих Йозеф фон Виндиш-Грец (на немски: Johann Friedrich Joseph Graf von Windisch-Graetz; * 1684; † 1738) е граф, господар на Виндиш-Грец (днес Словен градец, Словения) в Австрия.

## Произход
Той е най-големият син на граф Георг Лудвиг фон Виндиш-Грец (1657 – 1700) и съпругата му фрайин Мария Магдалена фон Гайзрук (1660 – 1720), дъщеря на фрайхер Кристоф Андреас фон Гайзрук и Мария Елизабет Амтхофер. Майка му Мария Магдалена се омъжва втори път на 27 юни 1707 г. в Клагенфурт за фрайхер Георг Матиас фон Мандорф (1678 – 1758).

## Фамилия
Йохан Фридрих Йозеф фон Виндиш-Грец се жени за графиня Мария Магдалена фон Льовенбург († 1726). Те имат четири деца:
- Йохан Якоб Йозеф (* 18 март 1720; † млад)
- Франц Карл (* 9 септември 1721; † млад)
- Йозеф Карл (* 6/16 март 1724, Виена; † 1790, Вагтаполка при Тренцен), женен на 29/30 декември 1749 г. във Виена за графиня Мария Йозефа Естерхази де Галанта (* 1728; † 26 юни 1795); имат 6 деца[3]
- Мария Анна (* 1726; † 28 март 1751), омъжена 1747 г. за унгарския граф Кароли Серений де Кисерени (1711 – 1770); имат 6 деца[4]